# دهستان اردوغش
اردوغش، دهستانی از توابع بخش مرکزی شهرستان زبرخان در استان خراسان رضوی ایران است.

## برخی از روستاهای این دهستان
- اردوغش
- سعیدیه
- محسن آباد
- کاظم آباد
- بوژمهران
- کلاته وحدت
- کلاته اقبال

## جمعیت
بر اساس سرشماری سال ۱۳۹۵ جمعیت آن ۸۱۷۴ نفر (۲۷۸۴ خانوار) بوده‌است.